# Lasserre (Haute-Garonne)
Lasserre korábbi község Franciaországban, Haute-Garonne megyében. Lakosainak száma 982 fő (2017. január 1.). Lasserre Lévignac, Brax, Léguevin, Mérenvielle, Pibrac és Pradère-les-Bourguets községekkel határos.
2018. január 1-jén Pradère-les-Bourguets korábbi községgel egyesült és az így létrejött Lasserre-Pradère új község része lett.

## Népesség
A település népességének változása:
| Lakosok száma | 1018 | 1021 | 1544 | 982  |
|               | 2013 | 2015 | 2016 | 2017 |